# جیمی چمبرلین
جیمی چمبرلین (انگلیسی: Jimmy Chamberlin؛ زادهٔ ۱۰ ژوئن ۱۹۶۴) موسیقی‌دان اهل ایالات متحده آمریکا است. وی از سال ۱۹۸۰ میلادی تاکنون مشغول فعالیت بوده است.